# Sur ta joue ennemie
Pour plus de détails, voir Fiche technique et Distribution.
Sur ta joue ennemie est un film français réalisé par Jean-Xavier de Lestrade et sorti en 2008.

## Synopsis
Après 14 ans de détention, Julien, 30 ans, sort en conditionnelle. Pris en charge par Patrick qui l'aide à se loger et à trouver un emploi, Julien n'a qu'une idée en tête : retrouver une jeune femme, Émilie. Il l'observe à distance, la suit partout, du magasin où elle travaille jusqu'à l'immeuble où elle habite. Qui est-elle pour lui ? Un passé semble lier ces deux individus...

## Fiche technique
- Titre : Sur ta joue ennemie
- Titre international : Welcome Home (Titre anglais)
- Réalisation : Jean-Xavier de Lestrade
- Scénario : Jean-Xavier de Lestrade, Gilles Taurand
- Production : Jean-Xavier de Lestrade, Philippe Carcassonne, Denis Poncet
- Directeur de Production : Mat Troi Day
- Société de production : Ciné@, en association avec les SOFICA Cinémage 2 et Cofinova 4
- Musique originale : Karol Beffa
- Photographie : Giorgos Arvianitis
- Montage : Sophie Brunet
- Décors : Sylvain Chauvelot
- Costumes : Dorothée Guiraud
- Son : Laure Arto, Cécile Chagnaud, Jérémie Mazenq, Cyril Moisson, Pierre Picq, Eric Tisserand
- Genre : Drame, thriller
- Durée : 111 minutes
- Pays :  France
- Date de sortie : 3 décembre 2008 en France

## Distribution
- Nicolas Giraud : Bob
- Robinson Stévenin : Julien Valeyre
- Fanny Valette : Émilie
- Fani Kolarova : Mika
- Hubert Saint-Macary : M. Eymard
- Patrick Descamps : Patrick
- Françoise Miquelis : conseillère d'insertion
- Patrick Zimmermann
- Sacha Petronijevic : Zijad
- Daniel Martin : Remy
- Éric Soubelet : le vieux beau
- François Civil : Milan